# Pachnobia penthima
Pachnobia penthima är en fjärilsart som beskrevs av Nicolas Grigorevich Erschoff 1870. Pachnobia penthima ingår i släktet Pachnobia och familjen nattflyn. Inga underarter finns listade i Catalogue of Life.